# Kasteel van Beaufort (Hérault)
Het Kasteel van Beaufort (Frans: Château de Beaufort) is een kasteel in de Franse gemeente Beaufort in het departement Hérault. Het kasteel is een beschermd historisch monument sinds 1984.